# Daniel Louis Bonade
Daniel Louis Bonade (Ginebra, 4 d'abril de 1894 – Canes, 1 de novembre de 1976) va ser un músic i clarinetista suís.
Bonade va començar a estudiar el clarinet als 8 anys amb Ferdinand Capelle i, més endavant, amb Henri Lefebvre, alumne de Cyril Rose. El 1910, mentre estudiava amb Lefebvre, Bonade va ingressar al Conservatori de París i el 1913 amb 18 anys va guanyar el Premier Prix. En acabar la seva formació, va treballar a diversos grups de jazz i bandes clàssiques, fins que va ser contractat com a primer clarinet per l'Orquestra de Filadèlfia, aleshores sota la direcció de Leopold Stokowski. També va ser el primer clarinet de l'Orquestra de Cleveland i va fer una gira amb l'Orquestra Simfònica de la NBC. Al final de la seva vida i després de patir un atac de cor, va dedicar-se principalment a fer classes de clarinet.